# Esko Aho
Esko Aho, född 20 maj 1954 i Vetil, är en finländsk centerpartistisk politiker och företagsledare, som var riksdagsledamot 1983–2003 och Finlands statsminister 1991–1995.
Aho var ordförande i Centerns ungdomsförbund 1976 till 1980. Samma år blev han politices magister. Han valdes in i Finlands riksdag 1983. Aho valdes till Centerns partiledare 1990 och ledde partiet i segervalet 1991. Han kunde därmed bilda en borgerlig koalitionsregering och utsågs till statsminister endast 36 år gammal. Regeringen Aho fick dock kämpa med den svåra ekonomiska kris som drabbade Finland. Aho bidrog till att Finland gick in i Europeiska unionen.
Riksdagsvalet 1995 medförde att Regeringen Aho fick avgå. Aho fortsatte som partiledare för Centern till 2002. Han kandiderade i presidentvalet 2000, men förlorade knappt i den andra omgången mot Tarja Halonen. Aho lämnade riksdagen 2003. Från 2004 till 2008 var han överombudsman för Sitra, jubileumsfonden för Finlands självständighet.
Aho blev 1 november 2008 vice VD för Nokia och ledamot av dess styrelse. Han är sedan 2006 utländsk ledamot av svenska Ingenjörsvetenskapsakademien.

## Utmärkelser
- Storkorset av Finlands Vita Ros’ orden,  6 december 1992[2]
- Storkorsriddare av Republiken Italiens förtjänstorden,  14 september 1993[3]
- Militärens förtjänstmedalj,  4 juni 1994[4]
- Terra Mariana-korsets orden, första klass,  3 februari 2003[5]
- Frihetskorsets 1. klass med kraschan,  4 juni 2003[6]
- Krigsinvalidernas förtjänstkors[7]
- Reservistförbundet – Reservunderofficers-förbundets förtjänstkors[7]
- Gränsbevakningsväsendets förtjänstkors[7]

[Redigera Wikidata]